# Oberaich
Oberaich  är en ort i kommunen Bruck an der Mur i distriktet Bruck-Mürzzuschlag i förbundslandet Steiermark i Österrike. 
Oberaich var tidigare en självständig köpingskommun, men blev 1 januari 2015 en del av Bruck an der Mur.
Kommunen bestod av nio orter (Ortschaften) (inom parentes invånarantal 1 januari 2024):

- Heuberg (51)
- Kotzgraben (20)
- Mötschlach (49)
- Oberaich (497)
- Oberdorf (202)
- Picheldorf (170)
- Sankt Dionysen (196)
- Urgental (713)
- Utschtal (1 188)